# Измаильский, Александр Алексеевич
Александр Алексеевич Измаильский (22 февраля [6 марта] 1851 — 19 октября [1 ноября] 1914) — русский учёный, агроном и почвовед.

## Биография
Родился в Петровском уезде Саратовской губернии в семье небогатого дворянина. Учиться начал в реальном училище своего уездного города, продолжил обучение в Москве — в земледельческой школе, по окончании которой в 1870 году поступил в Петровскую земледельческую и лесную академию. Успешно закончил её в 1875 году «с правом получить степень кандидата сельского хозяйства при условии представления гимназического или равного таковому аттестата и удовлетворительно написанной рассуждения», однако аттестата предоставить не смог. В Москве часто бывал у своего дяди, профессора Московского университета С. А. Усова, где встречался на знаменитых «усовских четвергах» не только с известными учёными, но и с лучшими артистами Москвы того времени. После окончания академии летом 1875 года даже принял участие в гастролях  Малого театра по Волге и по окончании гастролей получил приглашение войти в труппу театра.
Некоторое время Измаильский занимал в Петровской академии должность внештатного ассистента на кафедре зоологии и сравнительной анатомии, которую возглавлял профессор К. Э. Линдеман. Здесь он написал свою первую научную работу «Главнейшие Представители насекомых из окрестностей Москвы».
В 1879 году А. А. Измаильский занял должность преподавателя Херсонского земского сельскохозяйственного училища, которое в то время возглавлял М. В. Неручев. Измаильский заведовал учебной фермой училища, где начал свою научную и практическую деятельность в области агрономии. Им были написаны статьи: «Влияние глубокой обработки почвы на развитие озимых» («Земледельческая газета». — 1881, № 8) и «Влажность почвы в связи с культурным её состоянием» («Сельское хозяйство и лесоводство», 1882).
В 1883 году Измаильский стал членом Полтавского сельскохозяйственного общества, а через 12 лет — его вице-президентом.
Когда в результате конфликта с руководством земства в 1883 году из училища ушёл весь состав педагогов, Измаильский начал работать управляющим большим имением В. С. Кочубея (Песчано-Балясное, 9 000 десятин) в Полтавском уезде, вблизи Диканьки. При найме на работу он договорился о праве проводить научные исследования; результатом научной деятельности стали две книги: «Как высохла наша степь» (Полтава, 1893) и «Влажность почвы и грунтовая вода в связи с рельефом местности и культурным состоянием поверхности почвы» (Полтава, 1894). Эти книги были отмечены Макарьевской премией  Императорской Академии Наук, золотыми медалями Московского и Полтавского сельскохозяйственных обществ, Вольно-экономического общества и почётным дипломом Нижегородской ярмарки. Большое значение в борьбе с засухой Измаильский придавал агротехническим мероприятиям (глубокая пахота, кулисные пары, обработка поля поперёк склонов, уничтожение сорняков и др.), подчёркивал значение удобрений в борьбе с засухой.
Во время проведения работ по почвенно-геологическому изучению Полтавской губернии (1886—1889) В. В. Докучаев встретился с Измаильским, между ними возникли дружеские отношения и творческое сотрудничество. Позже Докучаев не раз в своих работах будет ссылаться на исследования А. А. Измаильского, в январе 1894 года Докучаев пригласит Измаильского в состав руководства Особой экспедиции Департамента лесного хозяйства для ведения работ в Воронежской губернии, но вследствие обострения болезни А. Измаильский вынужден будет отказаться от предложения, продолжая работать управляющим до 1896 года. Имение Кочубея в результате внедрения экспериментальных методов учёного превратилось в зелёный оазис посреди засушливой губернии.
По воспоминаниям В. Р. Вильямса, Петровская академия делала A. А. Измаильскому предложение занять кафедру, но власть не допустила этого, считая, что он человек «скомпрометированный».
С 1901 года А. А. Измаильский стал управляющим делами великого князя  Михаила Александровича, а через десять лет был назначен главным ревизором всех имений великого князя. С 1902 года он был приглашён графом А. А. Мордвиновым в своё обширное крымское имение.
Жена — Таисия Васильевна Неручева, сестра агронома М. В. Неручева. Имел дочь.